# 萊克特設鎮區 (密歇根州)
萊克特設鎮區（英語：Lake Charter Township）是位於美國密歇根州貝林縣的一個特設鎮區。

## 地方資料
萊克特設鎮區的面積為48.30平方千米，當中陸地面積為48.20平方千米，而水域面積為0.10平方千米。根據2020年美國人口普查的數據，當地共有人口3316人，而人口密度為每平方千米68.65人。